# Печери Амс
Печери Амс (кат. Coves dels Hams, ісп. Cuevas dels Hams) — комплекс печер на острові Мальорка (Балеарські о-ви) в Іспанії. Розташовані в муніципалітеті Манакор, близько 1 км на схід від міста Порто-Крісто. У 1910 році відкриті для відвідувачів.

## Історія відкриття
Печери були відкриті 2 березня 1905 року мальоркським спелеологом Педро Калдентеєм Сантандреу (1886—1950), який проводив розкопки в районі селища Порто-Крісто у пошуках онікса, дорогоцінного каменю, що часто зустрічався у цій місцевості.
У 1910 році для освітлення печер спеціально вироблялась електрика, хоча у селищі Порто-Крісто електричного світла тоді ще не було. За допомогою водяного млина з водоспадом, динамо-машини і ставка, упродовж 16 годин проводився електричний струм для відвідування печери. У 1910 році печери були відкриті для відвідувачів.

## Опис
Назва печер походить від слова «hams», що означає «рибальський гачок» на мальорскому діалекті (місцевому діалекті каталонської мови). Ця назва була їм дана завдяки своїм вишуканим сталактитам, що нагадують по своїй формі гачок. В її маршруті, що сягає 850 м і який об'єднує 12 залів, особливо виділяється «Море Венеції», в яке можливо доплисти човеном із зали «Імперський палац» і «Сон Янгола».
Біля входу до печер встановлений бюст відкривача печер Педро Калдентея.